# Michael Marberger
Johann Michael Marberger (* 5. Dezember 1942 in Innsbruck) ist ein österreichischer Urologe und emeritierter Hochschullehrer.

## Leben
Michael Marberger absolvierte ein Medizinstudium an der Universität Innsbruck. Anschließend war er zunächst an der Universitätsklinik Innsbruck, von 1973 bis 1980 an der Urologischen Abteilung der Universität Mainz sowie von 1980 bis 1990 an der Rudolfstiftung tätig. Vom 1. Januar 1990 bis zum 30. September 2012 war Marberger Professor und Leiter der urologischen Abteilung der Medizinischen Universität Wien. Neben über 500 Fachartikel war er Autor von 5 Fachbüchern zur Urologie.

## Publikationen (Auswahl)
- 1978: Ischämie und Regionale Hypothermie bei Operationen am Nierenparenchym, Band 10 (Fortschritte der Urologie und Nephrologie),  Steinkopff Verlag, 1978, ISBN 978-3-7985-0511-7
- 1991: Stone Surgery (Practice of Surgery), Churchill Livingstone, 1991, ISBN 978-0-443-03522-7
- 1993: European Urology, Suppl.1, Thermal Tissue Ablation, Karger, Freiburg 1993, ISBN 978-3-8055-5799-3
- 1995: Application of Newer Forms of Therapeutic Energy in Urology, Informa Healthcare, 1995, ISBN 978-1-899066-12-4
- 1997: Extra- und Intrakorporale Lithotripsie. Bei Harn-, Gallen-, Pankreas- und Speichelsteinen, Thieme Georg Verlag, 1997, ISBN 978-3-13-751301-8

## Auszeichnungen
- Ehrendoktorwürde der Semmelweis-Universität, Budapest
- SIU – Yamanouchi Lifetime Achievement Award
- Honorary Fellowship des Royal College of Surgeons of Edinburgh
- St. Paul’s Medal der British Association of Urological Surgeons
- Certificate of Achievement Award der American Association of Urology
- ESOU Life Time Achievement Award der Europäischen Urologischen Krebsgesellschaft
- 1993: Korrespondierendes Mitglied der Österreichischen Akademie der Wissenschaften[2]
- 1998: Preis der Stadt Wien für Medizinische Wissenschaften[3]
- 1999: Großes Goldenes Ehrenzeichen für Verdienste um das Land Wien[3]
- 2000: Österreichisches Ehrenkreuz für Wissenschaft und Kunst I. Klasse[3][4]
- 2011: Pro Meritibus Award der Jagiellonen-Universität, Krakau